# Iznalloz
Iznalloz – gmina w Hiszpanii, w prowincji Grenada, w Andaluzji, o powierzchni 296,39 km². W 2013 roku gmina liczyła 6153 mieszkańców.
W ostatnich latach gmina miejska Iznalloz zatwierdziła niezależność dwóch autonomicznych podmiotów lokalnych powiązanych z gminą.